# Глотово (Знаменский район)
Гло́тово — село в Знаменском районе Орловской области. Входит в состав Глотовского сельского поселения.

## География
Село находится на берегу ручья Афанасьевский. Севернее села находится небольшой водоём.

### Часовой пояс
Село Глотово, как и вся Орловская область, находится в часовой зоне МСК (московское время). Смещение применяемого времени относительно UTC составляет +3:00.

## История
Село Ефремова впервые упоминается в 1678 году среди поместий Севского разряда Орловского уезда Нугорского стана.

## Население
| 2010 |
| ---- |
| 25   |

## Улицы
В селе имеется одна улица — Низкая.